# Мистер бейсбол
«Мистер бейсбол» (англ. Mr. Baseball) — кинофильм 1992 года режиссёра Фреда Скеписи.

## Сюжет
Джек Эллиот, бывший в своё время хорошим игроком, сейчас находится на закате своей бейсбольной карьеры. Как результат этого в новом сезоне ему придётся играть за японский бейсбольный клуб. Самоуверенный Джек не принимает японскую культуру и выступает против игровой тактики тренера своей новой команды. В то же время он заводит отношения с красавицей Хироко, не зная, что она является дочерью того самого тренера. Но постепенно после многочисленных стычек и ссор Эллиот понимает, что пора остановиться. К тому же Джеку становится известно, что он единственная надежда не только клуба в этом сезоне, но и отца Хироко, карьера которого напрямую зависит от успехов команды. В результате он прикладывает все усилия, и команда становится чемпионом.

## В ролях
- Том Селлек — Джек Эллиот
- Кэн Такакура — Утияма
- Ая Таканаси — Хироко
- Деннис Хэйсберт — Макс

## Критика
Роджер Эберт отмечает сходство сюжета фильма с сюжетом трилогии «Могучие утята», но в целом оценивает фильм положительно. В рецензии The Washington Post отмечается нарочито высокомерное отношение к японцам в фильме, и даже харизма Тома Селлека не может исправить положение. В итоге фильм оценивается как слабый. Кевин Томас из Los Angeles Times написал: «„Мистер Бейсбол“ совершает настоящий хоумран для Тома Селлека», сравнив актера с Кларком Гейблом. Джанет Маслин из The New York Times похвалила выступление Селлека, написав: «Беззаботная, самоуничижительная манера мистера Селлека работает особенно хорошо, когда он позволяет себе выглядеть глупо, как он часто делает здесь».